# Agira

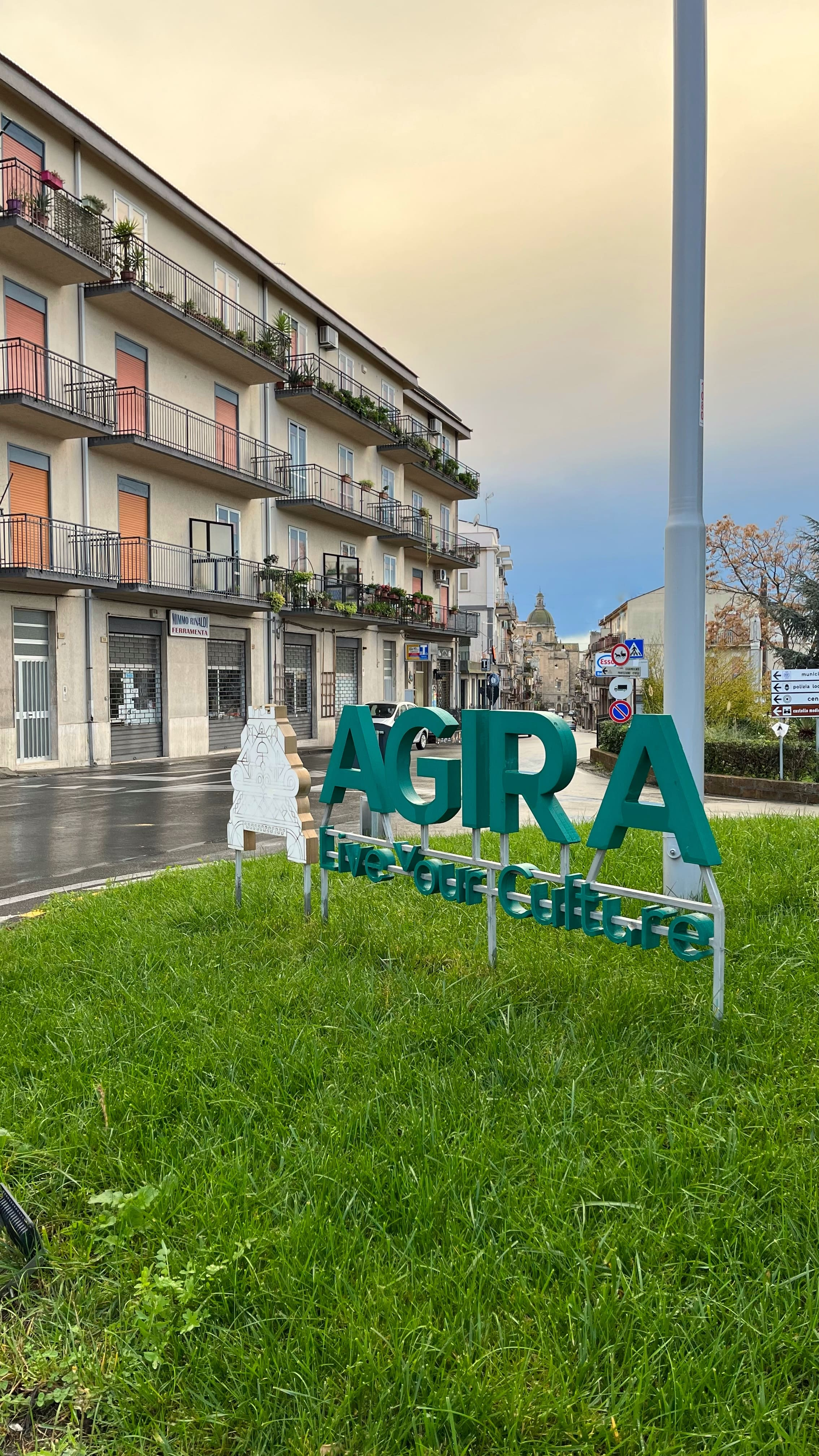
Cartel de Ingreso al Municipio

Agira (latín Agyrium, siciliano Aggira) es un municipio italiano de 7.669 habitantes de la provincia de Enna según el censo de 2022. Queda localizado en el interior de Sicilia a 35 km de la Ciudad capital de Enna, de la provincia que lleva su mismo nombre,  predomina el lago Pozzillo junto a la ciudad de  Regalbuto. 

El municipio de Agira en la provincia de Enna.

## Evolución demográfica
| Gráfica de evolución demográfica de Agira entre 1861 y 2022 |
|                                                             |
| Fuente ISTAT - Elaboración gráfica por parte de Wikipedia   |

## Historia

Mapa de la Sicilia arcaica con la ubicación de Agira, en el centro de la isla.

### Introducción: Orígenes y Población Antigua
El origen de la ciudad es remoto, y según algunos prehistoriadores podría haber existido un asentamiento hace 30.000 años [cita requerida]. En algún momento de su historia fue poblada por los sículos. 
Aparece por primera vez en las fuentes con el nombre de Agirio (en griego, Ἀγύριον). Diodoro Sículo destaca el culto que se le había rendido a Heracles, que según la tradición había consagrado en Agirio un recinto en honor a Gerión y otro en honor de Yolao. También destaca otros espacios arquitectónicos de la ciudad. Hacia el año 404 a. C. estaba gobernada por un rey de nombre Agiris, aliado de Dionisio I de Siracusa. En los años siguientes dominó a las ciudades vecinas y llegó a ser la polis más poderosa de la isla después de Siracusa. Llegó a tener unos 20.000 habitantes. En 392 a. C., siendo aliada de Dionisio el Viejo, fue atacada por el almirante cartaginés Magón.
En el 339 a. C. estaba gobernada por el tirano Apoloniades, derrocado por Timoleón, que anexionó la ciudad a los dominios siracusanos.
Más tarde fue sometida por Fintias de Agrigento, de cuyo yugo fue una de las primeras ciudades en liberarse. Pocos años después fue aliada de Hierón II tirano de Siracusa que le concedió la mitad del territorio que pertenecía a la polis de Ameselum.
Durante la dominación romana fue una ciudad próspera, según Cicerón, gracias a su riqueza en cereales, que daba trabajo a 250 agricultores, pero debido a las exacciones de los pretores fueron reducidos a 80. Plinio el Viejo la califica de ciudad estipendiaria (tributaria).
En época cristiana se decía que había un altar milagroso en la iglesia de San Felipe, santo del que deriva el nombre de la actual Filipo de Argiro.
De esta ciudad fue nativo Diodoro Sículo.

### Desarrollo histórico y época griega
Agira se eleva sobre el Monte Teja a 824 metros sobre el nivel del mar. Desde su cima se dominan los valles de Salso y Dittaino, la parte occidental de la llanura de Catania y se puede disfrutar de una vista espectacular que en un amplio círculo de horizonte abarca el Etna, los lagos Nebrodi, Madonie, Pozzillo y Sciaguana.
El territorio municipal se extiende por 163 kilómetros cuadrados, entre una altitud mínima de 130 metros y una máxima de 828 (Monte Scalpello), y se utiliza principalmente para cultivos extensivos (trigo, habas, vid, olivo, almendro, etc.) y pasto.
Definir a Agira como una ciudad antigua no es ni fantástico ni gratuito, porque basta repasar su historia, aunque sea brevemente, para darse cuenta de que sus orígenes se remontan a la época de los primeros asentamientos humanos en el interior de Sicilia. y que su vida se entrelaza e interactúa con la de todas las ciudades sicilianas más antiguas, tanto en la costa como en el interior. Su propio nombre denota un origen griego si, como afirman varios historiadores, entre ellos Attardi, Rubulotta y Fazello, deriva del griego Argyrion o Agyrion que significa plata. En su territorio, de hecho, parece que hubo minas de plata, de las que sin embargo hoy no queda ningún rastro.
La ciudad, originalmente habitada por los Siculi, según el testimonio de Diodoro Sículo, el ilustre historiador nacido en la ciudad, jugó un papel importante en la lucha entre Siracusa y Cartago durante el período griego. En este período la ciudad estaba cubierta de espléndidos monumentos, templos, un teatro segundo en Sicilia sólo después del de Siracusa y acuñaba sus propias monedas con la efigie de Heracles. De hecho, Diodoro Sículo dice que el héroe, al pasar por aquí, dejó sus huellas y las de sus bueyes en el suelo pedregoso. Se habría dado cuenta así de su origen divino y habría aceptado por primera vez los honores divinos que le rindieron los Agirinos. En agradecimiento hacia ellos, construyó un gran lago, posteriormente recuperado por los árabes, en el lugar donde ahora se encuentra encontrar los jardines públicos de Piazza Europa. Parece que también construyó dos templos, uno dedicado a Gerión, en el lugar donde algún historiador local dice que ahora se encuentra la iglesia de Santa María Latina y el otro en Yolao, sobre el que se encuentra la iglesia de Santa Margarita.
Entre los ritos en honor a Heracles, consistentes en sacrificios de todo tipo, carreras con caballos cerca de la puerta llamada Eraclea, se recuerda la costumbre de los jóvenes de Agira de dedicar su cabello a Lolao, su sobrino y compañero. Este uso estuvo presente hasta principios del siglo XX, con la diferencia de que el cabello era ofrecido a San Felipe, quien a lo largo de los siglos ocupó el lugar de Hércules en el culto a los Agirinos.
Sin embargo, el mito de Hércules sigue tan vivo hoy que el municipio de Agira hizo construir en su honor en 1934 una fuente monumental de tres pisos, según un diseño de Antonio Morina: la parte estaba dominada por una gran estatua del héroe mítico, mientras que en la base doce paneles rectangulares ilustraban sus famosos doce trabajos. Este monumento fue retirado en la década de 1960 para dejar espacio al edificio de correos. Parece que la actual administración municipal quiere devolver a los Agirini este monumento tan querido en su memoria.

### Dominación Romana y Época Cristiana
Los testimonios sobre Agira en época romana nos remiten a Cicerón. En su Verrine describe a los habitantes de Agira como un pueblo rico, ilustre y fiel; su campo, sin embargo, quedó desierto y sin cultivar debido a los robos de Verres.
En este período nació en Agira Diodoro Sículo, el escritor griego autor de la Biblioteca Histórica en cuarenta volúmenes, el primero en la Antigüedad que intentó la aventura de escribir una historia universal. Su trabajo ha sido juzgado de diversas formas por la crítica. Sin embargo, una cosa es segura: sin la contribución de Diodoro, nuestro conocimiento de la historia antigua sería ciertamente inferior.
Durante el imperio de Nerón, la tradición sitúa la evangelización de la ciudad como obra de San Felipe, santo hacedor de milagros enviado por el propio San Pedro con la tarea de anunciar el Evangelio, destruir los ídolos paganos y sobre todo ahuyentar a los demonios que, según la leyenda, , estaban encaramados en la cima de la montaña.
La historiografía más reciente y acreditada, sin embargo, sitúa la llegada del santo a Agira hacia los siglos VII-VIII. Fundó allí un gran monasterio basiliano, cuya importancia queda demostrada por la vida de los santos monjes de la zona italo-griega (Sicilia-Calabria-Campania) y por estudios recientes sobre la vida de San Felipe.
También son muchas las leyendas que han florecido en torno a la figura de San Felipe. Siempre se habla de batallas titánicas entre él y los demonios que atormentan a la población. Es también muy rica la anécdota de sus portentosas liberaciones de posesiones diabólicas, hasta el punto de que durante siglos su santuario, especialmente en su fiesta del 12 de mayo, fue destino de peregrinaciones desde los países más lejanos de Sicilia, desde Calabria y desde isla de Malta para invocar la liberación del diablo.
Hoy en día no queda ningún rastro del monasterio fundado por San Felipe. Probablemente en la época de la dominación árabe fue abandonado. Volvió a su antiguo esplendor bajo los normandos: en 1094, de hecho, confiaron el convento de Agira a los monjes benedictinos, quienes lo ampliaron y lo convirtieron nuevamente en un importante centro espiritual y cultural. La abadía tomó entonces el nombre de Santa María Latina.

### Edad Media y Época Normanda
En época normanda también se construyeron algunas iglesias, entre las que merecen especial mención la de Santa María la Mayor y la de los SS. Salvador.
A los normandos les siguieron los suevos, de quienes se construyó en 1215 la iglesia de Santa Margarita sobre lo que antes era una iglesia bizantina dedicada a Santa Sofía con una pequeña capilla en honor a San Sebastián.
En 1537, Carlos V confirió a Agira el privilegio de "imperio mero y mixto" y añadió el territorio a la propiedad real del estado, por lo que no podía ser vendido, ni enajenado, ni embargado, ni concedido como baronía. También se concedió a la ciudad el derecho a poseer el estandarte. Es de color rojo, con un águila bifaz y en el centro, sobre fondo azul, la figura de San Felipe con vestiduras sacerdotales.
La prosperidad económica del país en aquella época queda demostrada por la presencia de una importante feria que tuvo lugar en el período comprendido entre  11 y 18 de mayo, coincidiendo con la festividad de San Felipe, y que atrajo a grandes masas de extranjeros de las zonas circundantes. La vida religiosa era intensa debido a la presencia de diversas órdenes religiosas, tanto masculinas como femeninas, y un gran número de cofradías.

### Declive y Revitalización
Los privilegios concedidos por Carlos V no impidieron que Felipe IV, para engordar su propio tesoro, lo vendiera en 1625 a tres ricos comerciantes genoveses. La ciudad de alguna manera encontró los recursos necesarios para liberarse de la humillante condición y logró reunir los 38.000 escudos de oro necesarios para la redención. De hecho, sin embargo, el acontecimiento marcó el comienzo de un lento declive, tanto económico como demográfico.

### Época Contemporánea
En el período del Risorgimento, la vida política y cultural de la ciudad estaba dominada por unas pocas familias nobles. Entre ellos tuvo particular importancia la familia de los barones Zuccaro di Cuticchi, abierta a las innovaciones y poniéndose del lado de los patriotas que lucharon por la unificación del Reino de Italia.
En las primeras décadas del siglo XX la ciudad contaba con más de veinticinco mil habitantes. La economía se basaba en la agricultura, las minas de azufre, el procesamiento de la arcilla, arte en el que los alfareros de Agira eran maestros insuperables en toda la zona circundante, y en una artesanía muy floreciente.

### Presente de Agira
Hoy en día, tras la crisis agrícola y artesanal de los años 50, el cierre total de las minas y los talleres de alfarería, la población se ha reducido a sólo un tercio.

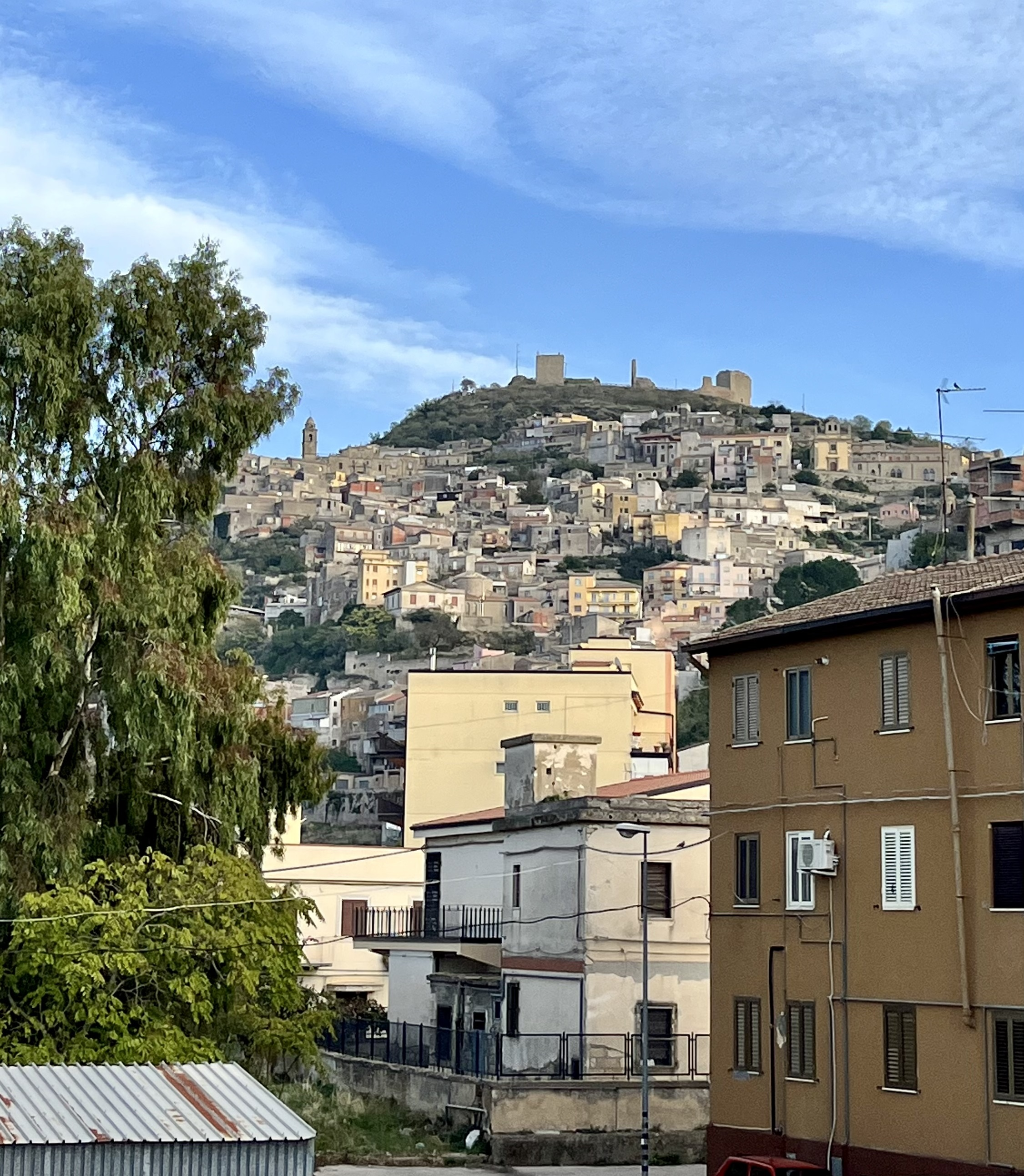
Agira en 2022

Agira se presenta como una ciudad hermosa y tranquila, con casas apiñadas unas a otras, un sistema de carreteras y una estructura urbana claramente atribuible a los árabes (el distrito de Rocche di San Pietro aún se conserva razonablemente), sus bellas y numerosas iglesias, algunas de las cuales datan de  época normanda y reconstruido en gran parte en estilo barroco tras el terremoto de 1693, sus antiguos conventos, entre ellos el de San Agustín de los Padres Ermitaños Agustinos, y el recientemente restaurado de Santa María de la carta certificada (2003). Pero lo que probablemente más fascina al visitante son las indescriptibles vistas que se pueden disfrutar desde la pintoresca Piazza Roma, desde el mirador de la Torre di San Nicola y del castillo medieval, en un horizonte que va desde el Etna hasta la llanura de Catania, desde los lagos artificiales de Pozzillo y Sciaguana hasta Madonie y Nebrodi.

## San Felipe de Agira
Felipe de Agira (también Argirò, Aggira, Agirone, Agirya o Argira) fue un confesor cristiano  y uno de los primeros  misioneros cristianos en tierra Siciliana.

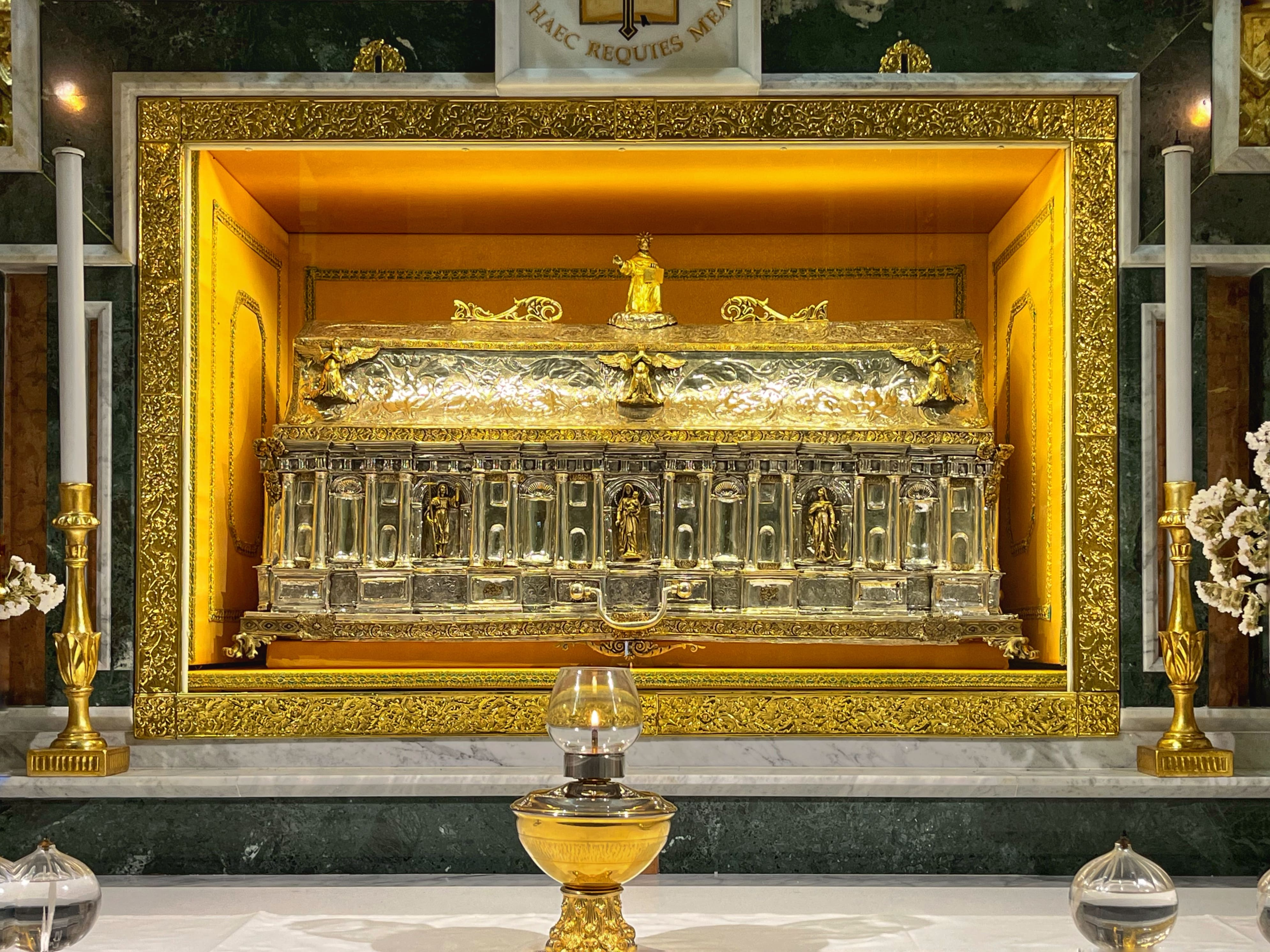
Restos de San Felipe de Agira

Existen dos historias paralelas de este santo que dan a posibles fechas en las que vivió este santo. Tradicionalmente, a través de los escritos de Atanasio de Alejandría, se mantiene que Felipe de Agira es un santo del siglo I, nacido en el año 40 en Capadocia (moderna Turquía) y muerto el 12 de mayo del 103. Otro estudio reciente dice que nació de padre sirio en Tracia en una fecha desconocida del siglo V, cuyos hermanos mayores se ahogaron mientras pescaban. 
Felipe era conocido como el "Apóstol de los sicilianos", ya que fue el primer misionero cristiano que visitó esa isla. 
Su fiesta se celebra el 12 de mayo. Es patrón de la ciudad de Agira, Sicilia, y de la ciudad de Żebbuġ en Malta; se le celebra también en la ciudad de Limina, Sicilia, donde también vivió. 
Supuestamente, sus reliquias fueron descubiertas en la iglesia dedicada a él Abadía de San Filippo d'Agira en Agira. Felipe es uno de los santos patronos de las Fuerzas Especiales del Ejército de los Estados Unidos y también es conocido por su poder para realizar exorcismos

## Ciudades hermanadas
Malta Haz Zebbug